# Гармсиљ
Гармсиљ је врста веома топлог и сувог ветра, који дува у јужном делу Казахстана, где је поље ниског ваздушног притиска, из правца Авганистана, где је појас антициклона. Главна одлика овог ветра је да повишава температуру ваздуха и да она достиже до 40 °C.